# Stalden
Stalden é uma comuna da Suíça, no Cantão Valais, com cerca de 1.229 habitantes. Estende-se por uma área de 10,48 km², de densidade populacional de 117 hab/km². Confina com as seguintes comunas: Eisten, Grächen, Staldenried, Törbel, Visperterminen, Zeneggen. 
A língua oficial nesta comuna é o Alemão.